# پیر اومانگا
پیر اومانگا (انگلیسی: Pierre Omanga؛ زادهٔ ۱۰ آوریل ۱۹۸۸) بازیکن فوتبال اهل فرانسه است.